# Bruville
Bruville település Franciaországban, Meurthe-et-Moselle megyében. Lakosainak száma 218 fő (2022. január 1.). Bruville Doncourt-lès-Conflans, Jarny, Mars-la-Tour, Saint-Marcel, Ville-sur-Yron és Rezonville-Vionville községekkel határos.

## Népesség
A település népességének változása:
| Lakosok száma | 205  | 165  | 186  | 192  | 229  | 229  | 226  | 226  | 222  | 218  |
|               | 1968 | 1982 | 1999 | 2006 | 2011 | 2015 | 2017 | 2018 | 2020 | 2022 |